# Cursa E3 Saxo Bank Classic 2023
Cursa E3 Saxo Bank Classic 2023 a fost ediția a 65-a cursei de ciclism E3 Saxo Bank Classic, cursă de o zi. S-a desfășurat pe data de 24 martie și face parte din calendarul UCI World Tour 2023. Cursa a fost câștigată de Wout van Aert (Team Jumbo–Visma). 

## Echipe participante
La această cursă au participat 25 de echipe: cele 18 din UCI World Tour invitate automat, la care s-au adăugat șapte echipe continentale care au primit wildcard-uri.

### Echipe UCI World
| - AG2R Citroën Team - Alpecin–Deceuninck - Arkéa-Samsic - Astana Qazaqstan Team - Bora–Hansgrohe - Cofidis - EF Education–EasyPost - Groupama–FDJ - Ineos Grenadiers - Intermarché–Circus–Wanty - Movistar Team | - Soudal Quick-Step - Team Bahrain Victorious - Team DSM - Team Jayco–AlUla - Team Jumbo–Visma - Trek-Segafredo - UAE Team Emirates |  |

### Echipe continentale profesioniste UCI
| - Bingoal WB - Israel–Premier Tech - Lotto–Dstny - Q36.5 Pro Cycling Team | - Team Flanders–Baloise - Team TotalEnergies - Uno-X Pro Cycling Team |  |

## Rezultate
Rezultate oficiale
| Loc | Concurent            | Echipă                  | Timp       |
| --- | -------------------- | ----------------------- | ---------- |
| 1   | Wout van Aert        | Team Jumbo–Visma        | 4h 44' 59" |
| 2   | Mathieu van der Poel | Alpecin–Deceuninck      | +0"        |
| 3   | Tadej Pogačar        | UAE Team Emirates       | +0"        |
| 4   | Matteo Jorgenson     | Movistar Team           | +33"       |
| 5   | Iván García Cortina  | Movistar Team           | +44"       |
| 6   | Stefan Küng          | Groupama–FDJ            | +56"       |
| 7   | Matej Mohorič        | Team Bahrain Victorious | +56"       |
| 8   | Valentin Madouas     | Groupama–FDJ            | +1' 25"    |
| 9   | Søren Kragh Andersen | Alpecin–Deceuninck      | +1' 31"    |
| 10  | Filippo Ganna        | Ineos Grenadiers        | +1' 31"    |

## Legături externe
- Site web oficial